# Athesans-Étroitefontaine
Athesans-Étroitefontaine è un comune francese di 643 abitanti situato nel dipartimento dell'Alta Saona nella regione della Borgogna-Franca Contea.

## Società

### Evoluzione demografica
Abitanti censiti